# Tetragnatha subsquamata
Tetragnatha subsquamata este o specie de păianjeni din genul Tetragnatha, familia Tetragnathidae, descrisă de Okuma, 1985. Conform Catalogue of Life specia Tetragnatha subsquamata nu are subspecii cunoscute.